# Francisco Rico Manrique
Francisco Rico Manrique   (Barcelona, 28 d'abril de 1942 - Barcelona, 26 d'abril de 2024) va ser un filòleg espanyol i acadèmic de la llengua espanyola.

## Biografia
Va ser deixeble de José Manuel Blecua i Martí de Riquer. Va ser professor visitant a la Universitat Johns Hopkins el 1965-1966. Fou catedràtic de Literatures Hispàniques Medievals a la Universitat Autònoma de Barcelona i membre de la Reial Acadèmia Espanyola des del 1987, així com de l'Acadèmia d'Inscripcions i Llengües Antigues, l'Académia das Ciéncias de Lisboa, l'Accademia Nazionale dei Lincei, l'Acadèmia Britànica i l'Institut de França.
Ha editat clàssics medievals i del Segle d'Or espanyol, especialment el Quixot i El lazarillo de Tormes, i ha escrit sobre literatura i història medieval i renaixentista, amb especial atenció a l'humanisme. Ha dirigit així mateix la Historia y crítica de la literatura española (editada per Crítica, composta per nou volums, més nou suplements).
Fou director de la Biblioteca Clásica de la Real Academia Española, iniciada en l'editorial Crítica, sota les pautes del Centre per a l'Edició dels Clàssics Espanyols que el mateix Rico va promoure dirigir.
El 1998 va guanyar el XII Premi Internacional Menéndez Pelayo, en el 2004 el Premi Nacional de Recerca Ramón Menéndez Pidal i en el 2013 el Premi Internacional d'Assaig Caballero Bonald i el Premi Internacional Alfonso Reyes del Col·legi de Mèxic.

## Llegat
El professor Rico va fer donació de la seva col·lecció a la Biblioteca d'Humanitats de la Universitat Autònoma de Barcelona. La part més excepcional d'aquesta són les edicions singulars d'El Quixot, que va anar reunint al llarg de la seva vida.
Amb motiu d'aquesta donació, la UAB va organitzar l'exposició "Los Quijotes de la Autónoma 1605-2015". L'acte d'inauguració va tenir lloc el 9 de novembre de 2015 a la sala d'exposicions de la UAB (Biblioteca de Comunicació i Hemeroteca General). A més de Rico, hi van intervenir l'escriptor Eduardo Mendoza i va oferir una actuació musical Jordi Savall. La mostra, que es va poder veure fins al 16 de desembre, va ser organitzada pel Servei de Biblioteques de la UAB i Cultura en Viu i va ser comissari Rafael Ramos, professor de literatura espanyola de la UdG.

## Obres
- La novela picaresca y el punto de vista, Barcelona: Seix Barral, 1970 (5ª ed. ampliada, 2000).
- El pequeño mundo del hombre, Madrid: Castalia, 1970 (reeditat a Alianza i Destino).
- Alfonso el Sabio y la General Estoria, Barcelona: Ariel, 1972 i 1984.
- Vida u obra de Petrarca: lectura del Secretum, Padua: Antenore, 1974.
- Nebrija frente a los bárbaros, Salamanca: Universidad de Salamanca, 1978.
- Primera cuarentena y tratado general de literatura, Barcelona: El Festín de Esopo, 1982.
- Problemas del Lazarillo, Madrid: Cátedra, 1987.
- Breve biblioteca de autores españoles, Barcelona: Seix Barral, 1990 i altres edicions.
- Texto y contextos: estudios sobre la poesía española del siglo XV, Barcelona: Crítica, 1991.
- El sueño del humanismo, Madrid: Alianza, 1993 (reeditat a Destino).
- Figuras con paisaje, Barcelona: Círculo de Lectores, 1994 i Destino, 2009 (corregida i augmentada).
- Estudios de literatura y otras cosas, Barcelona: Destino, 2002.
- Los discursos del gusto, Barcelona: Destino, 2003.
- Quijotismos, Aldeamayor de San Martín: Ayuntamiento de Aldeamayor de San Martín, 2005.
- El texto del Quijote, Barcelona: Destino, 2006.
- Tiempos del "Quijote", Barcelona: Acantilado, 2012.
- Ritratti allo specchio (Boccaccio, Petrarca), Roma-Pàdua, Antenore, 2012.
- Il romanzo, ovvero le cose della vita, Torí, Argano, 2012.

Edicions a cura de Francisco Rico:
- La novela picaresca española, Barcelona: Planeta, 1966.
- Agustín Moreto, El desdén, con el desdén, Madrid: Castalia, 1978.
- Francesco Petrarca, Obras 1. Prosa, Madrid: Alfaguara, 1978.
- Historia y crítica de la literatura española, Barcelona: Crítica, 1980-2000.
- Mateo Alemán, Guzmán de Alfarache, Barcelona: Planeta, 1983.
- Lope de Vega, El caballero de Olmedo, Barcelona: Cátedra, 1984.
- Lazarillo de Tormes, Madrid: Cátedra, 1986, y Real Academia Española, 2011.
- Mil años de poesía española, Barcelona: Planeta, 1996, i altres edicions.
- Miguel de Cervantes, Don Quijote de la Mancha, Barcelona: Crítica, 1998 (múltiples reedicions).
- Francesco Petrarca, Gabbiani, Milano, Adelphi, 2008.
- Mil años de poesía europea, Barcelona: Planeta, 2009 i vàries reedicions (Círculo de Lectores) i 2015 (Real Academia Española).